# British Rail Class 121
British Rail Class 121 – spalinowy wagon silnikowy budowany w latach 60. XX wieku przez firmę Pressed Steel Company, niekiedy nazywany "Bubble Car". Do dzisiaj w eksploatacji na normalnych liniach pasażerskich pozostają dwa egzemplarze - po jednym posiadają przewoźnicy Arriva Trains Wales i Chiltern Railways. Kilka sztuk jest używanych przez operatora brytyjskiej sieci kolejowej - Network Rail - w barwach którego wypełniają różne zadania, m.in. służą jako składy nauki jazdy oraz jednostki ratownicze. Część egzemplarzy jest z kolei wykorzystywana na rozmaitych liniach turystycznych. 

## Linki zewnętrzne

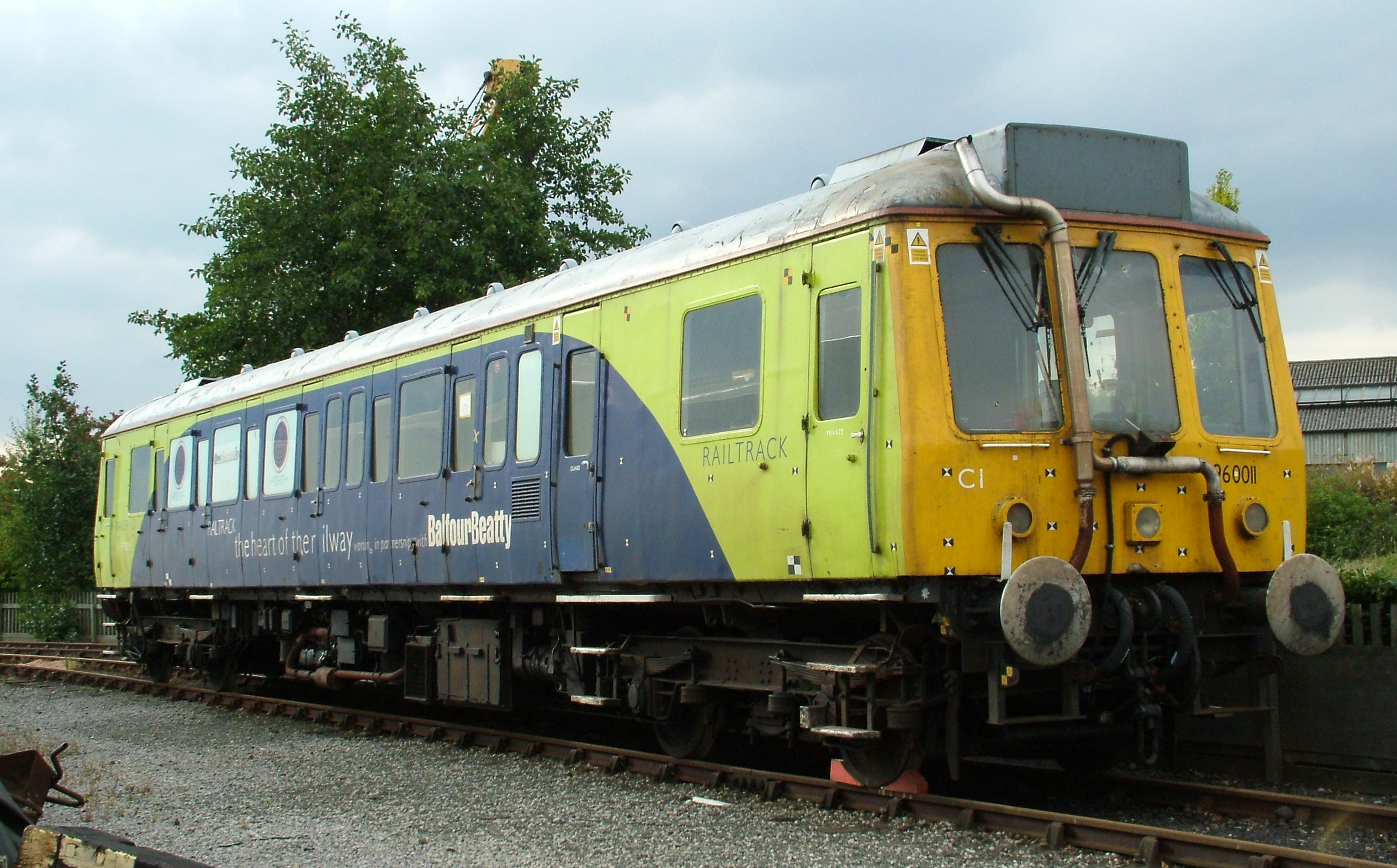
Jeden ze składów używanych przez Network Rail